# Jeepney

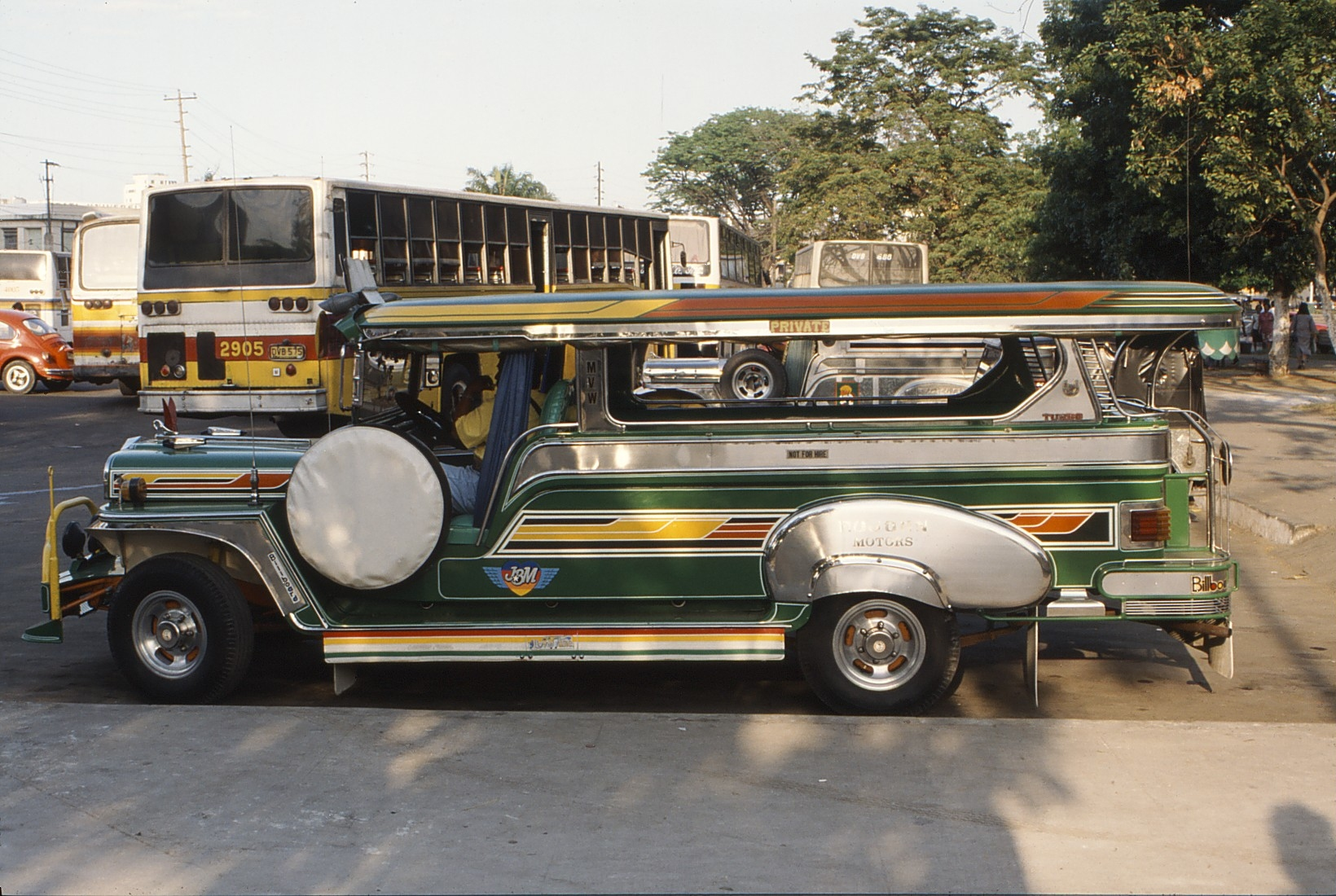
Jeepney

Jeepney är en enkel busstyp som används i kollektivtrafiken på Filippinerna. Ursprunget är en förlängd Willys Jeep, ett militärfordon som amerikanerna lämnade efter sig i landet vid andra världskrigets slut. Jeepney produceras i dag helt på Filippinerna. Fordonen dekoreras gärna med motivlack och andra biltillbehör av sina ägare, och används ofta i skytteltrafik i stadsbebyggelse. Komforten är i jämförelse med en modern buss eller minibuss kraftigt nedsatt.